# Aleoeten (volk)
De Aleoeten (Aleoetisch: Unangan, Russisch: Алеуты), zijn een volk dat woonachtig is aan weerszijden van de Beringzee; aan de oostkant op de Aleoeten van Alaska in de Verenigde Staten en aan de westkant in Tsjoekotka in Rusland. Volgens de Russische volkstelling van 2010 gaven 482 mensen aan, tot dit volk te horen.
Het thuisland omvat de eilandengroep Aleoeten, de Pribilof-eilanden, Shumagin-eilanden en het uiterste westen van het schiereiland van het Alaska-schiereiland.

## Geschiedenis
De Aleoeten stammen af van de Neo-Eskimo's die zich ongeveer 1000 v.Chr. op de Aleoetische eilanden vestigden (zie: Nortoncultuur) en zich daarop in westelijke richting over de eilanden uitbreidde. Zelf denken de Aleoeten dat ze er al 9000 jaar wonen en de nakomelingen zijn van drie verschillende volken die zich opdeelden in meerdere stammen.
Ze kregen de naam 'Aleoeten' van de Russen, die de eilandengroep Aleoeten ontdekten in 1741 onder leiding van Vitus Bering en Aleksej Tsjirkov. Deze naam werd voor het eerst gebruikt in 1747. Vanaf 1799 werden door een Russisch-Amerikaans bedrijf groepen Aleoten verplaatst van de Aleoeten naar de toen onbewoonde Komandorski-eilanden. De Aleoeten werden bekeerd tot het Russisch-orthodoxe geloof (de eerste Noord-Amerikaanse martelaar was Peter de Aleoet) en werden blootgesteld aan sterke russificatie. De Russische kolonisatie zorgde voor een sterke teruggang in het aantal Aleoeten; van ongeveer 25.000 voor de komst van de Russen daalde hun aantal door wreedheden door handelaren en door westerse ziekten tot een tiende hiervan. Ook werden ze gedwongen om de visserij van zeezoogdieren te staken en in plaats daarvan te gaan jagen op pelsdieren (zie jasak). De Amerikanen, die Alaska kochten van de Russen in 1867 zorgden voor een verdere teruggang in hun aantal. Bij de volkstelling van 1910 werden nog slechts 1491 Aleoeten geteld in de Amerikaanse gebieden. Hoewel de Amerikanen niet minder hard optraden tegen de Aleoeten, kregen ze het toch iets beter doordat alle pelsdieren waren uitgeroeid en ze deze dus niet meer verplicht hoefden te vangen. Tijdens de Tweede Wereldoorlog bezette Japan de westelijke Aleoetische eilanden Attu en Kiska tijdens de Slag om de Aleoeten en voerde later de Aleoetische bewoners weg als krijgsgevangenen naar Hokkaido. De Amerikanen evacueerden vervolgens de Aleoetische inwoners onder dwang uit het westelijke deel van de Aleoetenarchipel en van de Pribilof-eilanden naar interneringskampen in Zuid-Alaska, waar velen van hen stierven. Hun dorpen en bezittingen werden verbrand. Pas veel later werd hun weer toegestaan om terug te keren naar hun woongebieden. De Aleut Restitution Act van 1988 was een poging van het Amerikaans Congres om de overlevenden hiervan te compenseren.

## Cultuur
De Aleoeten zijn genetisch verwant met de Inuit, maar hebben een eigen cultuur ontwikkeld. Ze spreken een eigen taal, het Aleoetisch (eigenbenaming: Unangam Tunuu) dat verschillende dialecten kent en behoort tot de taalfamilie van de Eskimo-Aleoetische talen. Deze taal is verwant aan het Inuits en het Yupik, die worden gesproken door de Inuit. De talen worden door aanhangers van de Nostratische theorie verder gezien als Nostratisch verwant.